# بیتلو (فلوریدا)
بیتلو (به انگلیسی: Bithlo) یک منطقهٔ مسکونی در ایالات متحده آمریکا است که در شهرستان اورنج، فلوریدا واقع شده‌است. بیتلو ۲۸٫۱ کیلومتر مربع مساحت و ۸٬۲۶۸ نفر جمعیت دارد و ۱۹ متر بالاتر از سطح دریا قرار دارد.